# Noorwegen op de Olympische Winterspelen 2002
Tijdens de Olympische Winterspelen van 2002, die in Salt Lake City (Verenigde Staten) werden gehouden, nam Noorwegen voor de negentiende keer deel.

## Medailleoverzicht
| Sport          | Olympiër                                                                       | Discipline                       | Medaille |
| -------------- | ------------------------------------------------------------------------------ | -------------------------------- | -------- |
| Alpineskiën    | Kjetil André Aamodt                                                            | super g (m)                      | Goud     |
| Alpineskiën    | Kjetil André Aamodt                                                            | combinatie (m)                   | Goud     |
| Biatlon        | Ole Einar Bjørndalen                                                           | 10 km sprint (m)                 | Goud     |
| Biatlon        | Ole Einar Bjørndalen                                                           | 12,5 km achtervolging (m)        | Goud     |
| Biatlon        | Ole Einar Bjørndalen                                                           | 20 km (m)                        | Goud     |
| Biatlon        | Halvard Hanevold Frode Andresen Egil Gjelland Ole Einar Bjørndalen             | 4x7,5 km estafette (m)           | Goud     |
| Curling        | Pål Trulsen Lars Vågberg Flemming Davanger Bent Ånund Ramsfjell Torger Nergård | mannen                           | Goud     |
| Freestyleskiën | Kari Traa                                                                      | moguls (v)                       | Goud     |
| Langlaufen     | Tor Arne Hetland                                                               | sprint (m)                       | Goud     |
| Langlaufen     | Thomas Alsgaard                                                                | achtervolging 10 km+10 km (m)    | Goud     |
| Langlaufen     | Frode Estil                                                                    | achtervolging 10 km+10 km (m)    | Goud     |
| Langlaufen     | Bente Skari                                                                    | 10 km klassiek (v)               | Goud     |
| Langlaufen     | Anders Aukland Frode Estil Kristen Skjeldal Thomas Alsgaard                    | 4x10 km estafette (m)            | Goud     |
| Alpineskiën    | Lasse Kjus                                                                     | afdaling (m)                     | Zilver   |
| Biatlon        | Liv Grete Poirée                                                               | 15 km (v)                        | Zilver   |
| Biatlon        | Ann Elen Skjelbreid Linda Tjørhom Gunn Margit Andreassen Liv Grete Poirée      | 4x7,5 km estafette (v)           | Zilver   |
| Langlaufen     | Frode Estil                                                                    | 15 km klassiek (m)               | Zilver   |
| Langlaufen     | Marit Bjørgen Bente Skari Hilde G. Pedersen Anita Moen                         | 4x5 km estafette (v)             | Zilver   |
| Alpineskiën    | Lasse Kjus                                                                     | reuzenslalom (m)                 | Brons    |
| Langlaufen     | Kristen Skjeldal                                                               | 30 km vrije stijl massastart (m) | Brons    |
| Langlaufen     | Odd-Bjørn Hjelmeset                                                            | 50 km klassiek (m)               | Brons    |
| Langlaufen     | Anita Moen                                                                     | sprint (v)                       | Brons    |
| Langlaufen     | Bente Skari                                                                    | 30 km klassiek (v)               | Brons    |
| Schaatsen      | Ådne Søndrål                                                                   | 1500 m (m)                       | Brons    |
| Schaatsen      | Lasse Sætre                                                                    | 10.000 m (m)                     | Brons    |

## Deelnemers en resultaten
(m) = mannen, (v) = vrouwen 

### Alpineskiën
| Olympiër              | Discipline       | Resultaat | Prestatie                                                       |
| --------------------- | ---------------- | --------- | --------------------------------------------------------------- |
| Kjetil André Aamodt   | afdaling (m)     | 4e        | 1.39,78 (+0,65)                                                 |
| Kjetil André Aamodt   | super g (m)      | Goud      | 1.21,58                                                         |
| Kjetil André Aamodt   | reuzenslalom (m) | 7e        | 2.24,62 (+1,34) — 1.13,14+1.11,48                               |
| Kjetil André Aamodt   | slalom (m)       | 6e        | 1.42,72 (+1,66) — 49,92+52,80                                   |
| Kjetil André Aamodt   | combinatie (m)   | Goud      | 3.17,56 afdaling: 1.38,79 slalom: 1.38,77 — 46,88+51,89         |
| Ole Kristian Furuseth | slalom (m)       | 9e        | 1.44,39 (+3,33) — 51,03+53,36                                   |
| Truls Ove Karlsen     | slalom (m)       | dnf-1     | opgave run 1                                                    |
| Truls Ove Karlsen     | combinatie (m)   | dnf-s1    | opgave slalom run 1 afdaling: 1.41,85                           |
| Lasse Kjus            | afdaling (m)     | Zilver    | 1.39,35 (+0,22)                                                 |
| Lasse Kjus            | super g (m)      | dnf       | opgave                                                          |
| Lasse Kjus            | reuzenslalom (m) | Brons     | 2.24,32 (+1,04) — 1.12,79+1.11,53                               |
| Lasse Kjus            | combinatie (m)   | 5e        | 3.19,80 (+2,24) afdaling: 1.38,97 slalom: 1.40,83 — 47,72+53,11 |
| Kenneth Sivertsen     | afdaling (m)     | 25e       | 1.41,70 (+2,57)                                                 |
| Kenneth Sivertsen     | super g (m)      | 19e       | 1.24,16 (+2,58)                                                 |
| Kenneth Sivertsen     | reuzenslalom (m) | 20e       | 2.26,51 (+3,23) — 1.14,16+1.12,35                               |
| Bjarne Solbakken      | afdaling (m)     | 12e       | 1.40,74 (+1,61)                                                 |
| Bjarne Solbakken      | super g (m)      | 5e        | 1.22,10 (+0,52)                                                 |
| Bjarne Solbakken      | reuzenslalom (m) | 6e        | 2.24,50 (+1,22) — 1.13,15+1.11,35                               |
| Tom Stiansen          | slalom (m)       | 12e       | 1.45,19 (+4,13) — 50,74+54,45                                   |
|                       |                  |           |                                                                 |
| Trine Bakke-Rognmo    | slalom (v)       | dnf-1     | opgave run 1                                                    |
| Hedda Berntsen        | slalom (v)       | dnf-1     | opgave run 1                                                    |
| Andrine Flemmen       | reuzenslalom (v) | dnf-1     | opgave run 1                                                    |
| Stine Hofgaard Nilsen | reuzenslalom (v) | dnf-1     | opgave run 1                                                    |
| Ingeborg Helen Marken | afdaling (v)     | 13e       | 1.41,08 (+1,52)                                                 |
| Ingeborg Helen Marken | super g (v)      | dnf       | opgave                                                          |

### Biatlon
| Olympiër                                                                       | Discipline                | Resultaat | Prestatie |
| ------------------------------------------------------------------------------ | ------------------------- | --------- | --- |
| Frode Andresen                                                                 | 10 km sprint (m)          | 8e        | 25.51,5 (+1.00,2) pen.: 2 (0 + 2) |
| Frode Andresen                                                                 | 12,5 km achtervolging (m) | 14e       | +1.39,9 pen.: 5 (2 + 0 + 0 + 3) |
| Frode Andresen                                                                 | 20 km (m)                 | 7e        | 52.39,1 (+1.35,8) pen.: 3 (0 + 0 + 0 + 3) |
| Ole Einar Bjørndalen                                                           | 10 km sprint (m)          | Goud      | 24.51,3 pen.: 0 (0 + 0) |
| Ole Einar Bjørndalen                                                           | 12,5 km achtervolging (m) | Goud      | 32.34,6 pen.: 2 (1 + 0 + 0 + 1) |
| Ole Einar Bjørndalen                                                           | 20 km (m)                 | Goud      | 51.03,3 pen.: 2 (0 + 1 + 1 + 0) |
| Egil Gjelland                                                                  | 10 km sprint (m)          | 24e       | 26.42,5 (+1.51,2) pen.: 1 (1 + 0) |
| Egil Gjelland                                                                  | 12,5 km achtervolging (m) | 15e       | +1.42,3 pen.: 1 (1 + 0 + 0 + 0) |
| Egil Gjelland                                                                  | 20 km (m)                 | 16e       | 54.16,1 (+3.12,8) pen.: 2 (0 + 0 + 0 + 2) |
| Halvard Hanevold                                                               | 10 km sprint (m)          | 13e       | 26.12,5 (+1.21,2) pen.: 0 (0 + 0) |
| Halvard Hanevold                                                               | 12,5 km achtervolging (m) | 8e        | +1.25,0 pen.: 2 (0 + 2 + 0 + 0) |
| Halvard Hanevold                                                               | 20 km (m)                 | 5e        | 52.16,3 (+1.13,0) pen.: 0 (0 + 0 + 0 + 0) |
| Team Halvard Hanevold Frode Andresen Egil Gjelland Ole Einar Bjørndalen        | 4x7,5 km estafette (m)    | Goud      | 1:23.42,3 pen.: 0-8 22.09,1 pen.: 0-1 (0-1 + 0-0) 20.17,2 pen.: 0-3 (0-2 + 0-1) 20.45,7 pen.: 0-1 (0-0 + 0-1) 20.30,3 pen.: 0-3 (0-2 + 0-1)         |
|                                                                                |                           |           | |
| Gunn Margit Andreassen                                                         | 7,5 km sprint (v)         | 16e       | 22.19,7 (+1.38,3) pen.: 1 (0 + 1) |
| Gunn Margit Andreassen                                                         | 10 km achtervolging (v)   | 16e       | +1.49,1 pen.: 2 (0 + 0 + 1 + 1) |
| Gunn Margit Andreassen                                                         | 15 km (v)                 | 30e       | 51.42,9 (+4.13,8) pen.: 3 (0 + 1 + 1 + 1) |
| Gro Marit Istad Kristiansen                                                    | 7,5 km sprint (v)         | 53e       | 24.12,7 (+3.31,3) pen.: 4 (3 + 1) |
| Gro Marit Istad Kristiansen                                                    | 10 km achtervolging (v)   | 40e       | +5.06,2 pen.: 4 (1 + 1 + 1 + 1) |
| Ann Elen Skjelbreid                                                            | 7,5 km sprint (v)         | 38e       | 23.14,2 (+2.32,8) pen.: 3 (2 + 1) |
| Ann Elen Skjelbreid                                                            | 10 km achtervolging (v)   | 39e       | +4.48,9 pen.: 6 (1 + 1 + 2 + 2) |
| Ann Elen Skjelbreid                                                            | 15 km (v)                 | 22e       | 50.51,1 (+3.22,0) pen.: 3 (0 + 1 + 1 + 1) |
| Liv Grete Poirée                                                               | 7,5 km sprint (v)         | 4e        | 21.24,1 (+42,7) pen.: 1 (0 + 1) |
| Liv Grete Poirée                                                               | 10 km achtervolging (v)   | 4e        | +10,6 pen.: 4 (1 + 1 + 0 + 2) |
| Liv Grete Poirée                                                               | 15 km (v)                 | Zilver    | 47.37,0 (+7,9) pen.: 1 (0 + 1 + 0 + 0) |
| Linda Tjørhom                                                                  | 15 km (v)                 | 39e       | 52.34,0 (+5.04,9) pen.: 4 (1 + 1 + 0 + 2) |
| Team Ann Elen Skjelbreid Linda Tjørhom Gunn Margit Andreassen Liv Grete Poirée | 4x7,5 km estafette (v)    | Zilver    | 1:28.25,6 (+30,6) pen.: 0-9 22.01,0 pen.: 0-3 (0-0 + 0-3) 22.07,7 pen.: 0-1 (0-1 + 0-0) 22.18,5 pen.: 0-2 (0-1 + 0-1) 21.58,4 pen.: 0-3 (0-1 + 0-2) |

### Bobsleeën
| Olympiër                                                                  | Discipline                | Resultaat | Prestatie                                          |
| ------------------------------------------------------------------------- | ------------------------- | --------- | -------------------------------------------------- |
| Arnfinn Kristiansen Bjarne Røyland                                        | 2-mansbob (m) Noorwegen I | 20e       | 3.13,18 (+3,07) (48,34 / 48,21 / 48,46 / 48,17)    |
| Arnfinn Kristiansen Ole Christian Strømberg Bjarne Røyland Mariusz Musial | 4-mansbob (m) Noorwegen I | dq-4      | diskwalificatie run 4 (47,02 / 47,18 / 47,84 / dq) |

### Curling
| Olympiër                                                                       | Discipline | Resultaat | Prestatie |
| ------------------------------------------------------------------------------ | ---------- | --------- | --- |
| Pål Trulsen Lars Vågberg Flemming Davanger Bent Ånund Ramsfjell Torger Nergård | mannen     | Goud      | Groepsfase: 4- 5 Noorwegen - Zwitserland 9- 2 Noorwegen - Frankrijk 7- 6 Noorwegen - Groot-Brittannië 6- 5 Noorwegen - Verenigde Staten 9- 4 Noorwegen - Denemarken 6- 5 Noorwegen - Finland 10- 5 Noorwegen - Duitsland 4- 9 Noorwegen - Canada 9- 8 Noorwegen - Zweden Halve finale: 7- 6 Noorwegen - Zwitserland Finale: 6- 5 Noorwegen - Canada |
| Dordi Nordby Hanne Woods Marianne Haslum Camilla Holth Kristin Tøsse Løvseth   | vrouwen    | 7e        | Groepsfase: 6-10 Noorwegen - Groot-Brittannië 5- 6 Noorwegen - Canada 5- 7 Noorwegen - Zwitserland 10- 5 Noorwegen - Duitsland 3-10 Noorwegen - Zweden 5- 4 Noorwegen - Rusland 8- 5 Noorwegen - Japan 9- 4 Noorwegen - Denemarken 2-11 Noorwegen - Verenigde Staten                                                                                |

### Freestyleskiën
| Olympiër          | Discipline  | Resultaat | Prestatie                         |
| ----------------- | ----------- | --------- | --------------------------------- |
| Kari Traa         | moguls (v)  | Goud      | 25,94 p. (kwalificatie: 25,11 p.) |
| Ingrid Berntsen   | moguls (v)  | 17e       | dnq (kwalificatie: 22,28 p.)      |
| Hilde Synnøve Lid | aerials (v) | 16e       | dnq (kwalificatie: 148,82 p.)     |

### Langlaufen
| Olympiër                                                         | Discipline                       | Resultaat | Prestatie                                                                     |
| ---------------------------------------------------------------- | -------------------------------- | --------- | ----------------------------------------------------------------------------- |
| Thomas Alsgaard                                                  | 30 km vrije stijl massastart (m) | 12e       | 1:13.30,2 (+1.59,2)                                                           |
| Thomas Alsgaard                                                  | achtervolging 10 km+10 km (m)    | Goud      | 49.48,9 (klassiek:26.56,4 + vrije stijl:22.52,9)                              |
| Anders Aukland                                                   | 15 km klassiek (m)               | 4e        | 38.08,3 (+1.00,9)                                                             |
| Anders Aukland                                                   | 50 km klassiek (m)               | 7e        | 2:10.05,7 (+3.44,9)                                                           |
| Anders Aukland                                                   | achtervolging 10 km+10 km (m)    | 7e        | +21,9 (klassiek:26.27,6 + vrije stijl:23.43,8)                                |
| Håvard Bjerkeli                                                  | sprint (m)                       | 13e       | dnq, kf 1 (4e): 3.05,8, kwal.:2.50,07 (1e)                                    |
| Ole Einar Bjørndalen                                             | 30 km vrije stijl massastart (m) | 5e        | 1:11.44,5 (+13,5)                                                             |
| Trond Einar Elden                                                | sprint (m)                       | 15e       | dnq, kf 2 (4e): 2.58,1, kwal.:2.53,31 (+3,24)                                 |
| Frode Estil                                                      | 15 km klassiek (m)               | Zilver    | 37.43,4 (+36,0)                                                               |
| Frode Estil                                                      | 50 km klassiek (m)               | 9e        | 2:10.44,8 (+4.24,0)                                                           |
| Frode Estil                                                      | achtervolging 10 km+10 km (m)    | Goud      | 49.48,9 (klassiek:26.20,4 + vrije stijl:23.28,9)                              |
| Tor-Arne Hetland                                                 | sprint (m)                       | Goud      | Finale: 2.56,9, hf 2 (2e): 2.59,9, kf 4 (1e): 2.57,2, kwal.:2.51,19 (+1,12)   |
| Tor-Arne Hetland                                                 | 30 km vrije stijl massastart (m) | 49e       | 1:18.28,5 (+6.57,5)                                                           |
| Odd-Bjørn Hjelmeset                                              | 15 km klassiek (m)               | 20e       | 39.31,4 (+2.24,0)                                                             |
| Odd-Bjørn Hjelmeset                                              | 50 km klassiek (m)               | Brons     | 2:08.41,5 (+2.20,7)                                                           |
| Trond Iversen                                                    | sprint (m)                       | 6e        | B-finale: 2.56,6, hf 1 (3e): 3.10,5, kf 2 (2e): 2.56,8, kwal.:2.51,09 (+1,02) |
| Erling Jevne                                                     | 15 km klassiek (m)               | 6e        | 38.13,6 (+1.06,2)                                                             |
| Erling Jevne                                                     | 50 km klassiek (m)               | 10e       | 2:12.06,6 (+5.45,8)                                                           |
| Kristen Skjeldal                                                 | 30 km vrije stijl massastart (m) | Brons     | 1:11.42,7 (+11,7)                                                             |
| Kristen Skjeldal                                                 | achtervolging 10 km+10 km (m)    | 22e       | +1.08,7 (klassiek:26.55,5 + vrije stijl:24.02,6)                              |
| Team Anders Aukland Frode Estil Kristen Skjeldal Thomas Alsgaard | 4x10 km estafette (m)            | Goud      | 1:32.45,5 24.27,4 24.22,9 22.10,5 21.44,7                                     |
|                                                                  |                                  |           |                                                                               |
| Tina Bay                                                         | 10 km klassiek (v)               | 25e       | 30.16,3 (+2.10,7)                                                             |
| Tina Bay                                                         | achtervolging 5 km+5 km (v)      | 26e       | +1.12,8 (klassiek:13.53,7 + vrije stijl:12.29,7)                              |
| Marit Bjørgen                                                    | 15 km vrije stijl massastart (v) | 50e       | 47.07,4 (+7.13,0)                                                             |
| Marit Bjørgen                                                    | 30 km klassiek (v)               | 14e       | 1:37.02,6 (+6.05,5)                                                           |
| Anita Moen                                                       | sprint (v)                       | Brons     | Finale: 3.12,7, hf 1 (1e): 3.23,8, kf 2 (2e): 3.15,9, kwal.:3.14,13 (+1,37)   |
| Anita Moen                                                       | 10 km klassiek (v)               | 9e        | 29.15,5 (+1.09,9)                                                             |
| Anita Moen                                                       | 30 km klassiek (v)               | 4e        | 1:31.37,3 (+40,2)                                                             |
| Hilde G. Pedersen                                                | sprint (v)                       | 19e       | dnq, kwal.:3.19,79 (+7,03)                                                    |
| Hilde G. Pedersen                                                | 10 km klassiek (v)               | 6e        | 28.56,2 (+50,6)                                                               |
| Hilde G. Pedersen                                                | 15 km vrije stijl massastart (v) | 14e       | 41.47,8 (+1.53,4)                                                             |
| Hilde G. Pedersen                                                | achtervolging 5 km+5 km (v)      | 14e       | +56,1 (klassiek:13.44,7 + vrije stijl:12.22,0)                                |
| Bente Skari                                                      | 10 km klassiek (v)               | Goud      | 28.05,6                                                                       |
| Bente Skari                                                      | 30 km klassiek (v)               | Brons     | 1:31.36,3 (+39,2)                                                             |
| Bente Skari                                                      | achtervolging 5 km+5 km (v)      | 6e        | +4,3 (klassiek:13.11,7 + vrije stijl:12.03,2)                                 |
| Vibeke Skofterud                                                 | sprint (v)                       | 21e       | dnq, kwal.:3.20,21 (+7,45)                                                    |
| Vibeke Skofterud                                                 | 15 km vrije stijl massastart (v) | 28e       | 42.50,9 (+2.56,5)                                                             |
| Vibeke Skofterud                                                 | 30 km klassiek (v)               | 8e        | 1:35.02,3 (+4.05,2)                                                           |
| Vibeke Skofterud                                                 | achtervolging 5 km+5 km (v)      | 28e       | +1.16,8 (klassiek:14.12,3 + vrije stijl:12.14,7)                              |
| Maj Helen Sorkmo                                                 | sprint (v)                       | 6e        | B-finale: 3.25,5, hf 2 (3e): 3.19,4, kf 4 (3e): 3.44,2, kwal.:3.17,10 (+4,34) |
| Maj Helen Sorkmo                                                 | 15 km vrije stijl massastart (v) | dnf       | opgave                                                                        |
| Team Marit Bjørgen Bente Skari Hilde G. Pedersen Anita Moen      | 4x5 km estafette (v)             | Zilver    | 49.31,9 (+1,3) 13.15,9 12.41,2 11.41,0 11.53,8                                |

### Noordse combinatie
| Olympiër                                                                | Discipline      | Resultaat | Prestatie |
| ----------------------------------------------------------------------- | --------------- | --------- | --- |
| Preben Fjære Brynemo                                                    | individueel (m) | 22e       | +4.38,6 — schans: 212,0 p — 15 km: 39.12,3 |
| Preben Fjære Brynemo                                                    | sprint (m)      | 30e       | +1.55,4 — schans: 96,8 p — 7,5 km: 16.54,5 |
| Jan Rune Grave                                                          | individueel (m) | 24e       | +5.06,8 — schans: 207,0 p — 15 km: 39.15,5 |
| Jan Rune Grave                                                          | sprint (m)      | 26e       | +1.53,1 — schans: 94,3 p — 7,5 km: 16.42,2 |
| Kristian Hammer                                                         | individueel (m) | 8e        | +2.29,1 — schans: 221,5 p — 15 km: 37.50,8 |
| Kristian Hammer                                                         | sprint (m)      | 20e       | +1.40,9 — schans: 98,3 p — 7,5 km: 16.45,0 |
| Sverre Rotevatn                                                         | individueel (m) | 36e       | +6.12,9 — schans: 189,5 p — 15 km: 38.54,6 |
| Sverre Rotevatn                                                         | sprint (m)      | 13e       | +1.14,3 — schans: 100,0 p — 7,5 km: 16.25,4 |
| Team Jan Rune Grave Lars Andreas Østvik Sverre Rotevatn Kristian Hammer | team (m)        | 5e        | +3.09,9 — schans: 791,5 p — 20 km: 46.58,1 schans: 214,5 p — 5 km: 11.48,6 schans: 185,5 p — 5 km: 11.27,0 schans: 182,5 p — 5 km: 11.57,4 schans: 209,0 p — 5 km: 11.45,1 |

### Schaatsen
| Olympiër        | Discipline   | Resultaat | Prestatie                          |
| --------------- | ------------ | --------- | ---------------------------------- |
| Petter Andersen | 1000 m (m)   | 28e       | 1.10,14 (+2,96)                    |
| Petter Andersen | 1500 m (m)   | 20e       | 1.47,21 (+3,26)                    |
| Stian Bjørge    | 5000 m (m)   | 26e       | 6.36,04 (+21,38)                   |
| Eskil Ervik     | 1500 m (m)   | 35e       | 1.49,24 (+5,29)                    |
| Eskil Ervik     | 5000 m (m)   | 21e       | 6.32,80 (+18,14)                   |
| Grunde Njøs     | 500 m (m)    | 35e       | 2.13,57 (+1.04,34) — 1.37,67+35,90 |
| Grunde Njøs     | 1000 m (m)   | 39e       | 1.11,31 (+4,13)                    |
| Lasse Sætre     | 5000 m (m)   | 10e       | 6.25,92 (+11,26)                   |
| Lasse Sætre     | 10.000 m (m) | Brons     | 13.16,92 (+18,00)                  |
| Ådne Søndrål    | 1000 m (m)   | 11e       | 1.08,64 (+1,46)                    |
| Ådne Søndrål    | 1500 m (m)   | Brons     | 1.45,26 (+1,31)                    |
| Kjell Storelid  | 10.000 m (m) | 8e        | 13.27,24 (+28,32)                  |

### Schansspringen
| Olympiër                                                         | Discipline              | Resultaat | Prestatie |
| ---------------------------------------------------------------- | ----------------------- | --------- | --- |
| Anders Bardal                                                    | normale schans ind. (m) | 27e       | 227,0 p. — 116,5 p. (91,0 m) + 110,5 p. (89,0 m) kwalificatie 9e — 91,0 p. (116,0 m)                                                                                    |
| Anders Bardal                                                    | grote schans ind. (m)   | 25e       | 212,9 p. — 110,3 p. (118,5 m) + 102,6 p. (114,5 m) kwalificatie 16e — 112,5 p. (99,5 m)                                                                                 |
| Lars Bystøl                                                      | normale schans ind. (m) | 31e       | 215,0 p. — 110,5 p. (88,5 m) + 104,5 p. (86,5 m) kwalificatie 20e — 88,0 p. (109,5 m)                                                                                   |
| Lars Bystøl                                                      | grote schans ind. (m)   | 38e       | 99,4 p. — 99,4 p. (113,0 m) + dnq kwalificatie 30e — 107,5 p. (88,5 m)                                                                                                  |
| Tommy Ingebrigtsen                                               | normale schans ind. (m) | 20e       | 232,0 p. — 116,5 p. (91,5 m) + 115,5 p. (91,0 m) kwalificatie 18e — 89,0 p. (110,5 m)                                                                                   |
| Tommy Ingebrigtsen                                               | grote schans ind. (m)   | 26e       | 207,8 p. — 110,7 p. (119,0 m) + 97,1 p. (112,0 m) kwalificatie 20e — 112,0 p. (97,6 m)                                                                                  |
| Roar Ljøkelsøy                                                   | normale schans ind. (m) | 18e       | 233,5 p. — 119,0 p. (91,5 m) + 114,5 p. (90,0 m) kwalificatie 21e — 87,5 p. (109,0 m)                                                                                   |
| Roar Ljøkelsøy                                                   | grote schans ind. (m)   | 32e       | 107,2 p. — 107,2 p. (116,5 m) + dnq kwalificatie 23e — 111,0 p. (96,8 m)                                                                                                |
| Team Tommy Ingebrigtsen Lars Bystøl Anders Bardal Roar Ljøkelsøy | grote schans team (m)   | 9e        | 790,8 punten 93,9 p. (110,5 m) + 92,1 p. (109,5 m) 96,7 p. (111,5 m) + 78,0 p. (102,5 m) 115,8 p. (121,0 m) + 109,0 p. (117,5 m) 98,1 p. (112,0 m) + 107,2 p. (116,5 m) |

### Skeleton
| Olympiër        | Discipline | Resultaat | Prestatie                     |
| --------------- | ---------- | --------- | ----------------------------- |
| Snorre Pedersen | mannen     | 14e       | 1.43,77 (+1,81) — 52,07+51,70 |

### Snowboarden
| Olympiër            | Discipline   | Resultaat | Prestatie                      |
| ------------------- | ------------ | --------- | ------------------------------ |
| Daniel Franck       | halfpipe (m) | 10e       | 37,4 p. kwal. 1: 39,9 q        |
| Kim Christiansen    | halfpipe (m) | 14e       | dnq kwal. 1: 23,3 kwal. 2:37,0 |
| Halvor Lunn         | halfpipe (m) | 31e       | dnq kwal. 1: 30,0 kwal. 2:21,7 |
| Kjersti Buaas       | halfpipe (v) | 4e        | 37,3 p. kwal. 1: 38,7 q        |
| Lisa Therese Wiik   | halfpipe (v) | 10e       | 28,9 p. kwal. 1: 33,1 q        |
| Stine Brun Kjeldaas | halfpipe (v) | 13e       | dnq kwal. 1: 27,1 kwal. 2:30,9 |

Amerikaanse Maagdeneilanden · Andorra · Argentinië · Armenië · Australië · Azerbeidzjan · België · Bermuda · Bosnië en Herzegovina · Brazilië · Bulgarije · Canada · Chili · China · Chinees Taipei · Costa Rica · Cyprus · Denemarken · Duitsland · Estland · Fiji · Finland · Frankrijk · Georgië · Griekenland · Groot-Brittannië · Hongarije · Hongkong · Ierland · IJsland · India · Iran · Israël · Italië · Jamaica · Japan · Joegoslavië · Kameroen · Kazachstan · Kenia · Kirgizië · Kroatië · Letland · Libanon · Liechtenstein · Litouwen · Macedonië · Mexico · Moldavië · Monaco · Mongolië · Nederland · Nepal · Nieuw-Zeeland · Noorwegen · Oekraïne · Oezbekistan · Oostenrijk · Polen · Roemenië · Rusland · San Marino · Slovenië · Slowakije · Spanje · Tadzjikistan · Thailand · Trinidad en Tobago · Tsjechië · Turkije · Venezuela · Verenigde Staten · Wit-Rusland · Zuid-Afrika · Zuid-Korea · Zweden · Zwitserland

Uitgesloten van deelname: Puerto Rico